# Markus Katzer
Markus Katzer (ur. 11 grudnia 1979 w Wiedniu) – piłkarz austriacki grający na pozycji lewego obrońcy.

## Kariera klubowa
Karierę piłkarską Katzer rozpoczął w amatorskim klubie o nazwie ASK Erlaa. Grał tam do 2000 roku i wtedy też przeszedł do pierwszoligowej Admiry Wacker Mödling. W swoim pierwszym sezonie rozegrał tylko jedno spotkanie, ale już w następnym był podstawowym zawodnikiem zespołu. W 2002 roku spadł z nim z ligi, ale mistrz kraju Tirol Innsbruck nie otrzymał licencji na grę w ekstraklasie i został zdegradowany do trzeciej ligi, a Admira Wacker pozostała w Bundeslidze. W klubie tym Katzer grał do końca sezonu 2003/2004 i łącznie rozegrał dla niego 92 spotkania, w których zdobył 12 goli.
Latem 2004 Katzer przeszedł na zasadzie wolnego transferu do Rapidu Wiedeń. W barwach Rapidu zadebiutował 14 lipca w wygranym 5:1 wyjazdowym spotkaniu z SC Bregenz. W 90. minucie meczu zdobył gola ustalając wynik spotkania. Natomiast w maju 2005 świętował zdobycie tytułu mistrza Austrii. Dotarł także do finału Pucharu Austrii, jednak w nim lepsza okazała się Austria Wiedeń wygrywając 3:1. Jesienią 2005 wystąpił z Rapidem w fazie grupowej Ligi Mistrzów. W sezonie 2007/2008 leczył kontuzję i wystąpił tylko w 17 spotkaniach. Rapid o 5 punktów wyprzedził Red Bull Salzburg i ponownie został mistrzem Austrii.
W 2013 roku Katzer wrócił do Admiry Wacker Mödling, a w 2015 przeszedł do First Vienna FC 1894.
| Sezon   | Klub                  | Kraj    | Rozgrywki    | Mecze | Bramki |
| ------- | --------------------- | ------- | ------------ | ----- | ------ |
| 2000/01 | Admira Wacker Mödling | Austria | Bundesliga   | 1     | 0      |
| 2001/02 | Admira Wacker Mödling | Austria | Bundesliga   | 27    | 1      |
| 2002/03 | Admira Wacker Mödling | Austria | Bundesliga   | 33    | 4      |
| 2003/04 | Admira Wacker Mödling | Austria | Bundesliga   | 31    | 7      |
| 2004/05 | Rapid Wiedeń          | Austria | Bundesliga   | 31    | 4      |
| 2005/06 | Rapid Wiedeń          | Austria | Bundesliga   | 13    | 0      |
| 2006/07 | Rapid Wiedeń          | Austria | Bundesliga   | 28    | 2      |
| 2007/08 | Rapid Wiedeń          | Austria | Bundesliga   | 17    | 3      |
| 2008/09 | Rapid Wiedeń          | Austria | Bundesliga   | 19    | 1      |
| 2009/10 | Rapid Wiedeń          | Austria | Bundesliga   | 26    | 4      |
| 2010/11 | Rapid Wiedeń          | Austria | Bundesliga   | 3     | 0      |
| 2011/12 | Rapid Wiedeń          | Austria | Bundesliga   | 27    | 1      |
| 2012/13 | Rapid Wiedeń          | Austria | Bundesliga   | 23    | 2      |
| 2013/14 | Admira Wacker Mödling | Austria | Bundesliga   | 20    | 2      |
| 2014/15 | Admira Wacker Mödling | Austria | Bundesliga   | 24    | 1      |
| 2015/16 | First Vienna FC 1894  | Austria | Regionalliga |       |        |

## Kariera reprezentacyjna
W reprezentacji Austrii Katzer zadebiutował 20 sierpnia 2003 roku w wygranym 2:0 towarzyskim meczu z Kostaryką. W 2008 roku został powołany przez selekcjonera Josefa Hickersbergera do kadry na Mistrzostwa Europy 2008.